# مطيافية الرنين المغناطيسي النووي للبروتين
مطيافية الرنين المغناطيسي النووي للبروتين (بالإنجليزية: Nuclear magnetic resonance spectroscopy of proteins or protein NMR)‏ (مختصر عادة ان م ر لبروتين ) هي مجال من البيولوجيا البنيوية التي يستخدم فيها الرنين المغناطيسي الطيفي للحصول على معلومات حول بنية وديناميكية البروتينات. كانريتشارد إرنست وR. Wüthrich كورت رائدا في هذا ألمجال . و تقنيات مطيافية الرنين المغناطيسي النووي للبروتين تستخدم في كل من الأوساط الأكاديمية وصناعة التكنولوجيا الحيوية. تقرير التحليل الطيفي بواسطة NMR يتكون عادة من عدة مراحل ، استخدام كل مجموعة منفصلة من تقنيات عالية التخصص. ويتم إعداد العينة، يتم تعيين الأصداء، يتم إنشاء القيود ويحسب هيكل والتحقق من صحتها.

## اقرأ أيضا
- رنين نووي مغناطيسي
- انزياح كيميائي